# ميدي بيرينيه
ميدي بيرينيه (بالفرنسية: Midi-Pyrénées، ‎[midi piʁene]‏، والاسم يعني حرفيًّا «الجنوب» [le Midi] و«البرانس» [les Pyrénées]) هي منطقة فرنسية وعاصمتها هي تولوز.